# Dong Yuan
Dong Yuan o Tong Yuan o Tung Yüan, apodado: Shuda, nombre artístico: Beiyuan, nacido hacia 934 en Zhongling (hoy Nankín), fallecido en 962, es un pintor chino activo durante la dinastía de los Tang del Sur (937-975).

## Biografía
Es en el siglo X que el gran paisaje chino se afirma en toda su plenitud, con una majestad y una profundidad espiritual inigualables. Se alcanza entonces un raro equilibrio entre los medios técnicos y plásticos y la calidad de la inspiración que no solo busca registrar un documento singular o un momento de una realidad dada, sino también crear un universo completo cuya veracidad sea paralela a la del mundo exterior, como el microcosmos lo es del macrocosmos.
Dong Yuan, y después su discípulo Juran (o Chü-Jan o Kiu-Jan, activo hacia 975) se cuentan entre los pioneros de este tipo de pintura. Las primeras actividades de Dong son mal conocidas pero se sabe que ocupaba, en el reinado de Zhongzhu (934-962), el puesto de "vice-emisario del Jardín de Norte" (responsable de las transacciones de té). Si en su juventud se vio muy influido por los dos grandes maestros Wang Wei y Li Sixun (tratamiento refinado, rico en colores), sus obras representativas son muy diferentes y serán consideradas más tarde como modelos por las pintores eruditos.
Originario de Nankín, sus paisajes se inspiran en la región del Río Azul, los montes y los valles de Jiangnan; los cerros redondeados están dibujados en un estilo ancho con una profusión de puntos y de trazos para suavizar las formas y obtener una textura cercana a la del suelo. El énfasis puesto sobre el trabajo de pincel confiere una cohesión interna a la superficie pintada; las brumas, la representación convincente de la superposición en profundidad, la presencia más o menos extendida de la técnica de "lavis" (tinta aguada) para sugerir la atmósfera nublada y húmeda, compiten para crear una unidad de espacio: el paisaje ya no es un ensamblaje de imágenes independientes sino una visión coherente.
Dong es conocido también como pintor de animales y por sus temas fantásticos: Dragones, Inmortales, Zhong Kui el domador de demonios. Los catálogos antiguos mencionan más de un centenar de sus obras; actualmente los obras auténticas son escasas, incluso inexistentes; sin embargo, algunas de las pinturas ejecutadas por él o por sucesores permiten hacerse una idea bastante precisa de su estilo.

## Galería

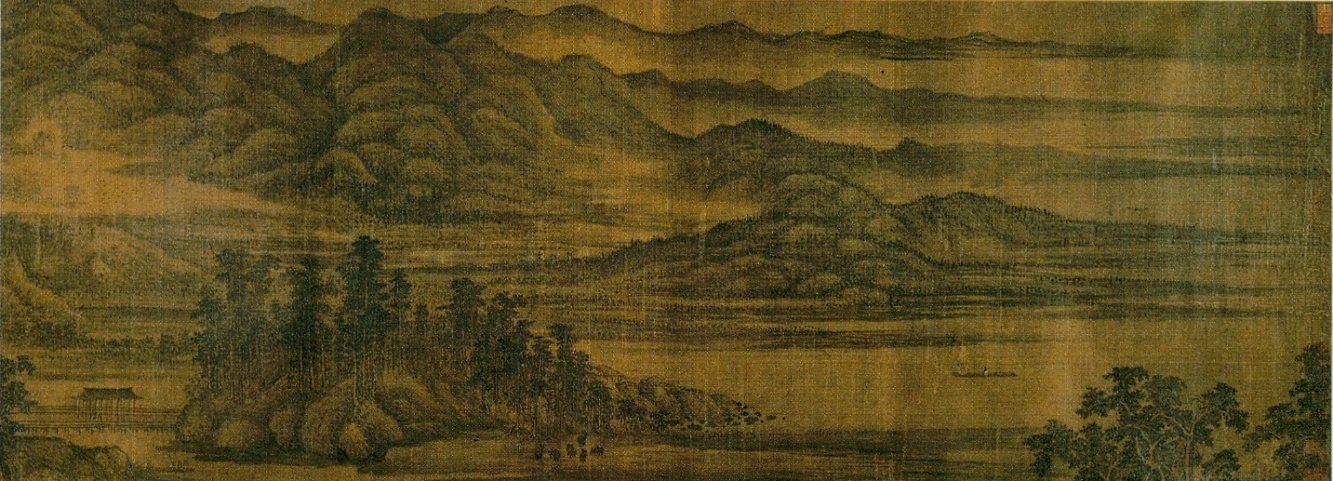
Montañas estivales, ca. 950, sección de un rollo portátil, tinta y color sobre seda, 49,2 × 311,7 cm. Museo de Shanghái.
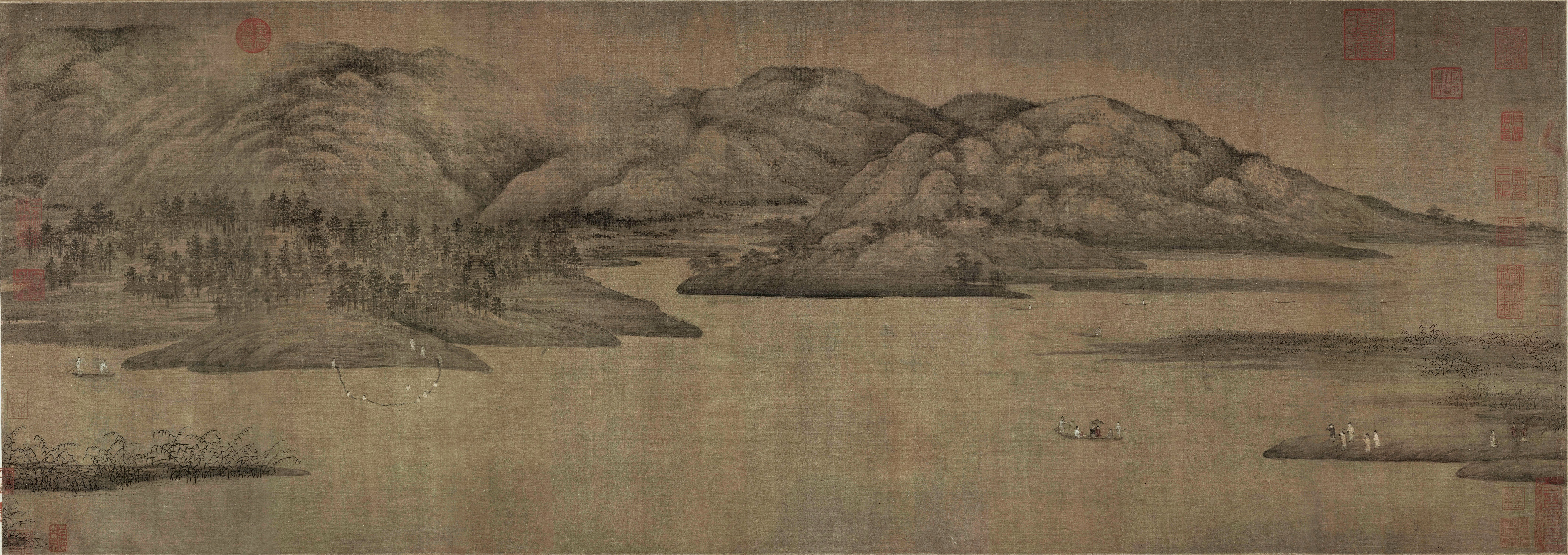
Los ríos Xiao y Xiang, detalle. Museo del palacio, Ciudad Prohibida, Pekín.
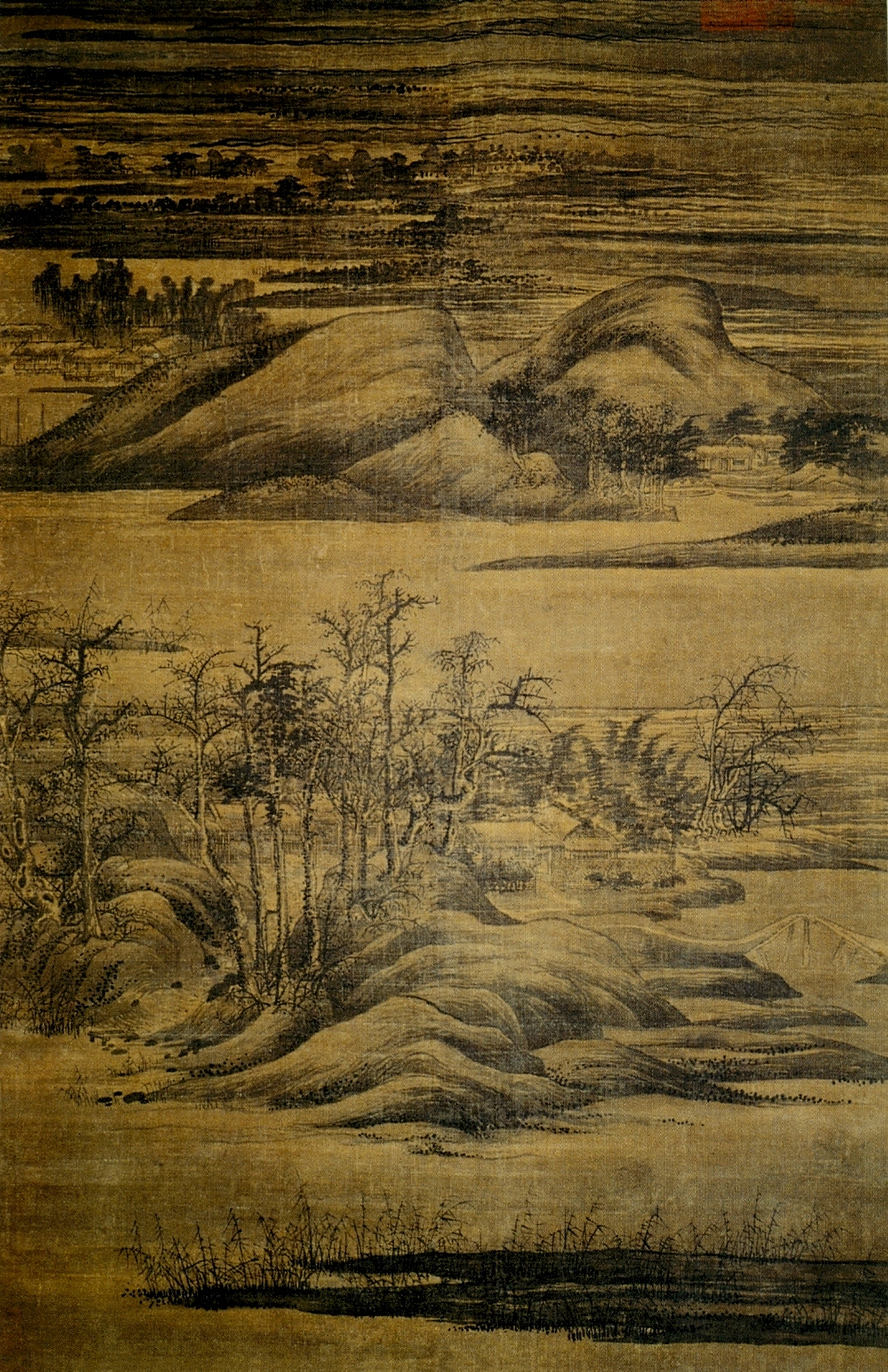
Boscajes invernales y riberas escalonadas, hacia 950, rollo vertical, tinta y colores sobre seda, 181,5 × 116,5 cm. Instituto Kurokawa de arte antiguo, Hyogo, Japón.[3]·.
Vista estival de Jiangnan, Museo Provincial de Liaoning
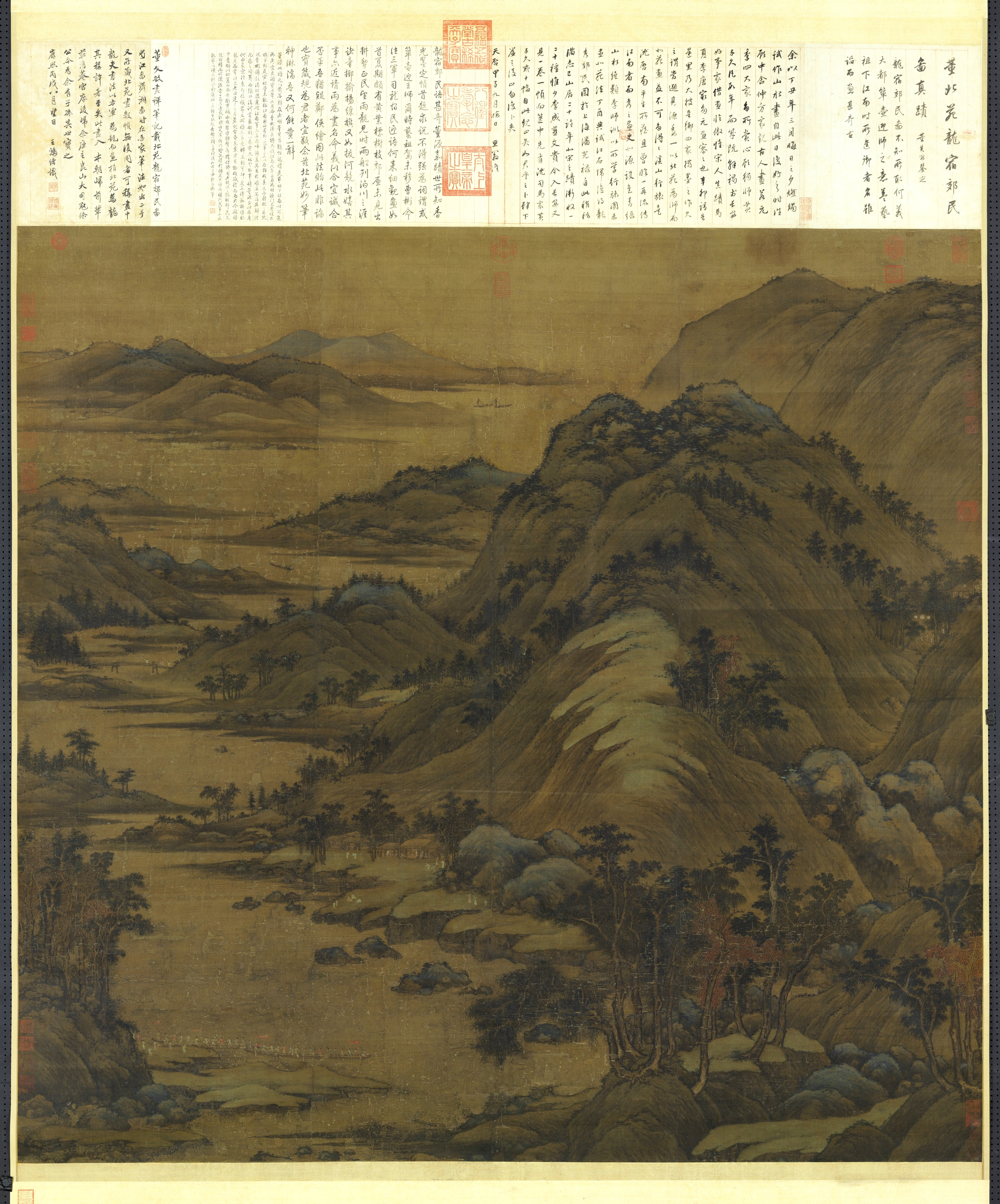
Residents on the Outskirts of Dragon Abode" (龍宿郊民圖), tinta y color claro sobre seda, 156cm. x 160cm. Museo del Palacio, Taipéi.
El edificio del paraíso de los Inmortales en la montaña Dongtian" (洞天山堂图), atribuido, mediados del siglo X, tinta y colores ligeros sobre seda, rollo vertical, 182,2 × 121,2 cm. Museo del Palacio, Taipéi.
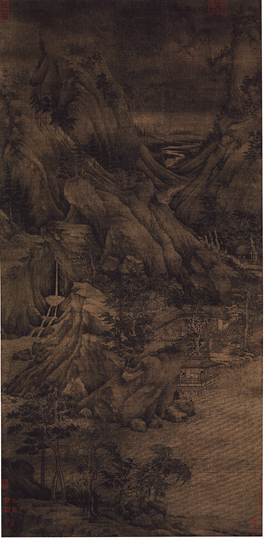
A lo largo de la ribera o La ribera en el Museo Metropolitano de Arte, Nueva York.

## Museos
- Boston (Museum of Fine Arts): Jornada clara en el valle, 1911, tinta, rollo en longitud firmado, colofones de Dong Qichang (1633), Wang Shimin (1633), Mei Lei XII siglo, Duan Fang, atr.
- Liaoning (Provincial Museum): Esperando la barcaza en el vado del Monte Xiajing, color sobre seda, rollo en longitud.
- Pekín (Palacio Imperial): Montañas de verano, rollo en longitud, tres colofones de Dong Qichang (atr.), Paisaje de río con pescadores que tiran de su red, tinta y color blanco, rollo en longitud conocido bajo el nombre de Xiao Xiang callado, dos colofones de Dong Qichang.
- Shanghái: Vista de río, rollo en longitud, muy cercano del precedente.
- Taipéi (Museo Nacional del Palacio): Festival para llamar la lluvia, tinta y color sobre seda, rollo en altura; Templo taoísta en la montaña 1592-1652, tinta y color sobre seda, rollo en altura, inscripción de 1630 de Wang De que atribuye la obra a Dong Yuan – Paisaje de montañas con cursos de agua, barcos y personaje conocido bajo el nombre de Longsu Jiaomin callado, tinta y color sobre seda, colofones de Dong Qichang (1555-1636) y del emperador Qing Qianlong (reinado en el periodo 1736-1796).